# Roberto Quiroga
Roberto Quiroga (eigenhlich Manuel Martins; * 16. Januar 1911 in Avellaneda; † 1. Februar 1965 in Buenos Aires) war ein argentinischer Tangosänger und Gitarrist.

## Leben
Quiroga debütierte als Solist 1929 unter dem Namen Carlos Martins. 1933 gründete er das Duo Vega-Martins, später trat er als Carlos Rainer mit den Brüdern Neira auf. Den Sänger Agustín Magaldi begleitete er bei der Aufnahme des von ihm komponierten Walzers El unitario de San Miguel auf der Gitarre. Bis Ende der 1930er Jahre trat er bei verschiedenen Radiostationen und in Tangolokalen von Buenos Aires auf.
1940 wurde er – nun schon unter dem Namen Roberto Quiroga – Mitglied im Orchester des Bandoneonisten Ernesto De la Cruz. Im Folgejahr wechselte er zu Julio De Caro, mit dem er zwei Tangos aufnahm. 1942 schloss er sich dem Tangoorchester Alberto Soifers an. Mit diesem nahm er zwei weitere Titel bei RCA-Victor auf. Als Solist trat er meist mit Gitarrenbegleitung auf, gelegentlich aber auch mit dem Orquesta Típica Victor oder dem Orchester Héctor Artolas.
Ende der 1940er Jahre erhielt Quiroga Rollen in drei Filmen: El cantor del pueblo (1948, mit Tito Lusiardo, Mario Fortuna, Perla Mux, Herminia Franco), Otra cosa es con guitarra (1949, begleitet von Francisco Chiarmielo, Mario Fortuna, Marcos Zucker und dem Orchester Domingo Federicos, mit Jorge Vidal, Héctor Larroca, Panchito Cao, Barry Moral) und Imitaciones peligrosas (1949, mit Tito Martínez del Box, Carlos Castro, Chela Cordero, Marcelo Ruggero, Dorita Alonso).
Ende 1949 unternahm er eine Tournee durch die USA. Später reiste er durch die Karibik und schließlich durch Venezuela und Kolumbien, wo weitere Aufnahmen mit ihm entstanden. Nach seiner Rückkehr nach Argentinien trat er in verschiedenen Städten des Landes auf und in Tangolokalen in Buenos Aires, u. a. in der Bar Victoria und im La Tablita. Dort erlitt er am 1. Februar 1965 einen Schlaganfall, an dessen Folgen er noch auf dem Weg ins Krankenhaus starb.